# ヨウ化リチウム
ヨウ化リチウム(Lithium iodide)は、リチウムとヨウ素の化合物である。空気にさらすとヨウ化物からヨウ素に酸化されるため黄色くなる。

## 利用
高温バッテリーの電解質に使われる。また、例えば心臓ペースメーカーに使われるような長寿命バッテリーにとっては必要不可欠な物質でもある。固体は中性子検出のリン光体に使われる
。